# 圣瑞尼安-拉布勒热尔
圣瑞尼安-拉布勒热尔（法語：Saint-Junien-la-Bregère，法語發音：[sɛ̃ ʒynjɛ̃ la bʁəʒɛʁ]）是法国克勒兹省的一个市镇，属于欧比松区。该市镇总面积25.66平方公里，2009年时的人口为151人。

## 人口
圣瑞尼安-拉布勒热尔人口变化图示